# Mats Noren
Mats Noren (Malmö) is een Zweeds carambolebiljarter. Hij eindigde in 1995 met Lennart Blomdahl op het wereldkampioenschap driebanden voor landenteams in Viersen op de tweede plaats door de finale te verliezen van het Deense duo Dion Nelin en Jacob Haack-Sørensen.